# Mr. Garrison
Herbert Garrison også kendt som Mr./Mrs Garrison er en tegnefilmsfigur fra den amerikanke tegnefilmserie South Park, som er blevet vist på Comedy Central siden 1997. Hans stemme indtales af Trey Parker.
Mr./Mr. Garrison er lærer i de fire hovedpersoners (Stan Marsh, Eric Cartman, Kyle Broflovski og Kenny McCormick) klasse. I afsnittet "Fourth Grade" finder Mr. Garrison ud af at han er homoseksuel og i afsnittet "Mr. Garrisons Fancy New Vagina" i sæson 9 får Herbert Garrison en kønsskifteoperation. Mr. Garrison har været kærester med bipersonen Mr. Slave indtil afsnittet "Mr. Garrisons Fancy New Vagina".

## Signalement af Mr. Garrison
- Alder – 46 år
- Køn – Mand / Kvinde
- Hårfarve – Grå
- Stilling – Skolelærer
- Religion – Kristendom (I en enkelt episode er han ateist)
- Første optræden – Cartman Gets an Anal Probe (13. august 1997)
- Sidste optræden – Over Logging (16. april 2008)
- Beklædning – Sorte sko, mørkegrønne bukser, grøn skjorte og briller. Desuden bærer han ofte på en hånddukke kaldet Mr. Hat.
- Stemmelagt af – Trey Parker